# Bruno Fernandes (futbolista nacido en 1978)
Bruno João Nandingna Borges Fernandes (São Sebastião da Pedreira, Portugal; 6 de noviembre de 1978), conocido por Bruno Fernandes, es un futbolista bisauguineano, nacido en Portugal. Juega de defensa y su club actual es el NEWI Cefn Druids Association Football Club de la Cymru Alliance de Gales. Fue miembro de la selección de Guinea-Bisáu.

## Clubes
| Club                      | País     | Año       |
| ------------------------- | -------- | --------- |
| Amora                     | Portugal | 1998–2000 |
| Os Belenenses             | Portugal | 2000–2003 |
| Amora                     | Portugal | 2003–2004 |
| Aves                      | Portugal | 2004–2005 |
| Beroe Stara Zagora        | Bulgaria | 2005–2006 |
| CD Aves                   | Portugal | 2006–2007 |
| Ceahlăul Piatra Neamţ     | Rumania  | 2007–2008 |
| Unirea Urziceni           | Rumania  | 2008–2010 |
| FCM Târgu Mureş           | Rumania  | 2010-2011 |
| NEWI Cefn Druids A. F. C. | Gales    | 2014-     |

## Títulos
| Temporada | Club            | Título |
| --------- | --------------- | ------ |
| 2008-09   | Unirea Urziceni | Liga I |